# José Solchaga y Zala
José Solchaga Zala (Muniáin de la Solana, Navarra, 8 d'octubre de 1881 - Sant Sebastià, Guipúscoa, 1953) va ser un militar espanyol que va participar en l'aixecament contra la Segona República que va portar a la Guerra Civil.

## Biografia
De família militar, catòlica i carlista, va ingressar a l'Acadèmia d'Infanteria de Toledo en 1896 amb quinze anys i es va graduar en 1899. Era cosí del també militar José Iruretagoyena Solchaga, i a tots dos els uniria un estret contacte. Va ser destinat com a capità a la Guerra del Rif, participant en les operacions militars de Melilla, Larraix i Tetuan, la qual cosa va portar al seu ascens per mèrits de guerra a comandant. Va estar a Àfrica fins a 1914. En 1920 va ascendir a tinent coronel i va ser destinat a Sant Sebastià. Sent coronel, en 1921, va ser destinat a Pamplona.
Durant la Revolució de 1934 va manar una de les tres columnes que van participar en la presa d'Astúries.
Posteriorment en la seva destinació de Pamplona va prendre part en la Revolta militar de juliol de 1936 a les ordres del general Mola. Va manar una de les columnes que van operar a Guipúscoa amb l'ocupació d'Irun, Sant Sebastià i gran part de la província. Va ser nomenat cap de les Brigades de Navarra en la primavera de 1937. Ascendit a general se li va encomanar la defensa de Jaca. En 1938, al comandament del Cos d'exèrcit de Navarra, va participar en l'ocupació de la vall d'Aran i en les campanyes de Catalunya, conquistant Tarragona i Barcelona i perseguint l'exèrcit republicà fins a Portbou. Va acabar la guerra amb el grau de general de divisió.
El setembre del 1943, sent tinent general, va ser un dels signants de la petició de restauració monàrquica dirigida a Francisco Franco. Posteriorment va ser capità general de la VII Regió Militar (amb seu a Valladolid) i en 1945 de la IV Regió Militar (seu en Barcelona). Quatre anys després va passar a la reserva fins a la seva mort en 1953.